# Meghan Duggan
Pour les articles homonymes, voir Duggan.
Meghan Duggan (née le 3 septembre 1987 à Danvers, au Massachusetts) est une joueuse américaine de hockey sur glace qui a évolué dans la ligue élite féminine en tant qu'ailier droit. Elle a remporté trois titres olympiques, deux médailles d'argent aux Jeux olympiques de Vancouver en 2010 et aux Jeux olympiques de Sotchi en 2014, et une médaille d'or aux Jeux olympiques de Pyeongchang en 2018. Elle a également représenté les États-Unis dans 8 championnats du monde, remportant 7 médailles d'or et 1 médaille d'argent. Elle est la capitaine de l'Équipe des États-Unis féminine de hockey sur glace de 2014 à 2020.
Meghan Duggan a remporté le Trophée Patty Kazmaier, remis annuellement à la meilleure joueuse de hockey sur glace du championnat universitaire, ainsi que deux Coupes Clarkson en 2013 et 2015 avec les Blades de Boston dans la Ligue canadienne de hockey féminin (LCHF). 

## Carrière de joueuse

### Badgers du Wisconsin
Duggan démarre sa première saison avec les Badgers en 2006-2007, elle est classée deuxième de l'équipe avec 52 points alors qu'elle mène le classement avec 26 buts. Pendant la saison, elle marque trois buts décisifs et enregistre 16 matchs à plusieurs points. Dans le NCAA, ses 52 points lui permettent d'être classée troisième au classement national des recrues. Elle reçoit également trois reconnaissances consécutives de « recrue de la semaine », pour atteindre un total de cinq sur la saison ce qui représente le maximum atteint par une joueuse des Badgers .
Lors du match du 22 janvier 2011, Duggan obtient une assistance sur le second but des Badgers, contre les champions nationaux en titre les Bulldogs de Minnesota-Duluth, étendant ainsi son record de points consécutifs  à 22 matchs, le plus long dans l'histoire du hockey féminin du Wisconsin.
Elle finit la saison en tant que championne du classement de l'Association collégiale de hockey de l'ouest (WCHA) accumulant 61 points (27 buts, 34 assistances) en 28 matchs Le 12 mars 2011, elle marque le but vainqueur lors des séries éliminatoires régionales du NCAA, les Badgers battant le Bulldogs 2 à 1.
Après sa dernière saison (2010-2011), elle est désignée vainqueur du Trophée Patty Kazmaier, remis annuellement à la meilleure joueuse de hockey sur glace du championnat NCAA. Elle est également la troisième meilleure marqueuse de l'équipe de tous les temps, avec un total de 238 points en 159 matchs, derrière Hilary Knight et Brianna Decker .  
Durant cette dernière année, elle est repêchée 8e au total par les Blades de Boston lors du repêchage d'entrée 2011 de la Ligue canadienne de hockey féminin (LCHF) . Duggan y réalisera quatre saisons, remportant la coupe Clarkson deux fois en 2013 et 2015, avant de partir dans la toute nouvelle Ligue nationale de hockey féminin (LNHF) lors de sa création en 2015. 
Après une année avec les Beauts de Buffalo, elle revient s'installer à Boston avec les Pride de Boston en 2016. En 2017, elle joue un rôle important de porte parole et de rassemblement lors du différend qui oppose la fédération USA Hockey et les joueuses américaines, passant plus de 100 appels téléphoniques auprès des différents athlètes et effectuant des interviews et déclarations diverses ,,.

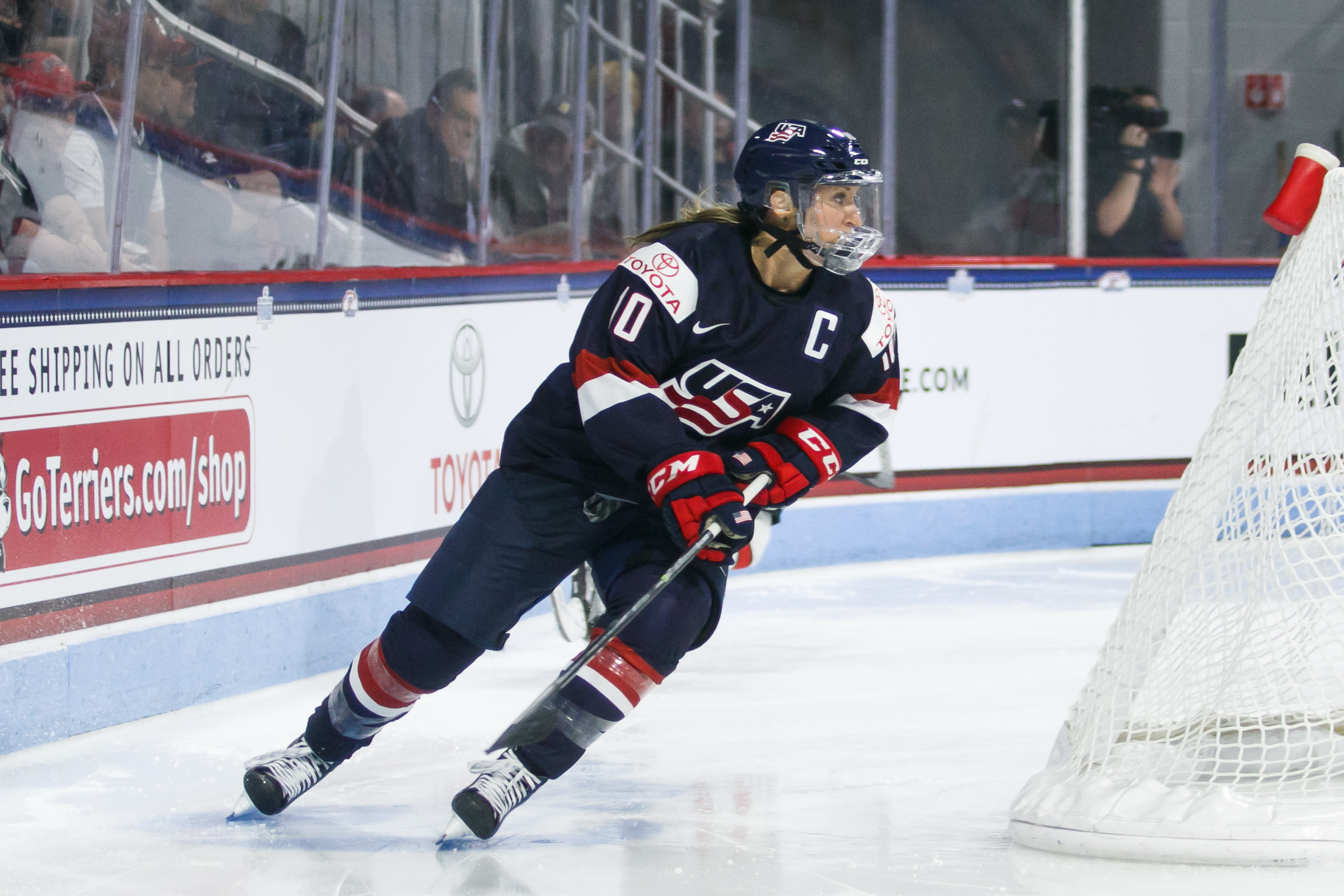
Meghan Duggan jouant pour l'équipe des États-Unis en 2017.

### Carrière internationale
Meghan Duggan apparaît pour la première fois dans un tournoi de la Fédération internationale de hockey sur glace (IIHF) avec l'équipe des États-Unis en 2007, lors du championnat du monde qui se déroule à Manitoba, au Canada. Elle enregistre uniquement une assistance pour l'équipe, qui rapporte la médaille d'argent. Lors du Championnat du monde 2009, les américaines rapportent leur deuxième médaille d'or successive en battant l'équipe du Canada en finale. Duggan marque deux buts dans le tournoi, terminant 10e dans le classement des joueuses américaines.
Par la suite elle est sélectionnée pour faire partie de l'équipe Olympique de 2010 , et joue principalement sur la ligne de Gigi Marvin et Natalie Darwitz. Elle termine le tournoi avec 4 buts et l'équipe capture la médaille d'argent. Lors du Championnat du monde 2011, Meghan Duggan fait partie des cinq meilleures buteuses, avec 7 points (4 buts, 3 aides).
Elle est capitaine de l'équipe nationale de 2014 à 2020 et mène l'équipe à sa première médaille d'or olympique en dix ans lors des Jeux Olympiques de 2018, gagnant 3 à 2 face au Canada en finale, sur tirs de fusillade.
Elle déclare mettre fin à sa carrière professionnelle en octobre 2020, après une année sans jeu du fait du mouvement "#ForTheGame",  après 14 années de sélection nationale et six ans de capitanat . 

## Carrière d'entraineur
Meghan Duggan commence à entrainer l'équipe féminine de hockey sur glace de l'Université Clarkson en septembre 2014, tout en continuant à jouer pour l'équipe nationale des États-Unis et pour les Blades de Boston, pendant deux saisons. Elle se retire ensuite du poste pour préparer les jeux olympiques de 2018.

## Trophées et honneurs personnels

### Ligue universitaire
- 2007 : Recrue de l'année de l'Association Collégiale de Hockey de l'Ouest (WCHA)
- 2011 : Joueuse offensive de la semaine du WCHA (3 semaines successives)[2],[15]
- 2011 : Joueuse de l'année du WCHA[16]
- 2011 : Meilleure marqueuse du WCHA
- 2011 : Équipe première du «All-WCHA»
- 2011 : Finaliste pour la sportive de l'année, par la fondation « Women's Sports Foundation »[17].
- 2011 : Trophée de « l'esprit sportif exceptionnel » de la Big Ten Conference[18]
- 2011 : Vainqueur du Trophée Patty Kazmaier
- 2011 :  Le prix  « Bob Allen Women's Player of the Year» remis par la fédération Américaine de hockey[19]

### Ligue canadienne de hockey féminin
- 2013 : Vainqueur de la Coupe Clarkson[20]
- 2014 : Sélectionnée dans l'équipe d'étoiles de la LCHF au Air Canada Center[21]
- 2015 : Vainqueur de la Coupe Clarkson

### International
- 2007 : Vice-championne du monde
- 2008 : Championne du monde
- 2009 : Championne du monde
- 2010 : Médaille d'argent Olympique
- 2011 : Championne du monde
- 2012 : Vice-championne du monde
- 2013 : Championne du monde
- 2014 : Médaille d'argent Olympique et nommée capitaine de l'équipe nationale[14]
- 2015 : Championne du monde[22] et capitaine de l'équipe nationale
- 2018 : Médaille d'or Olympique et capitaine de l'équipe nationale

## Vie personnelle

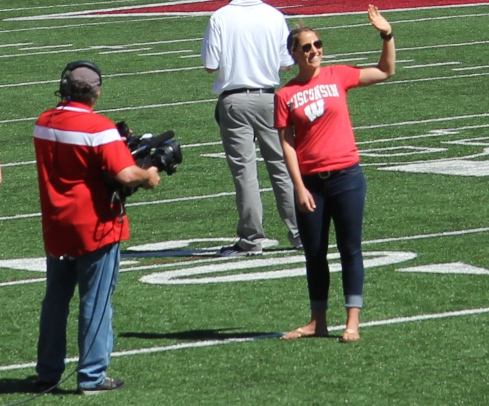
Duggan (à droite) salue la foule après sa présentation au match de football des Badgers du Wisconsin

Meghan Duggan fréquente le lycée Cushing Academy, où elle est nommée trois années d'affilée meilleure athlète de l'école. En effet, en plus du hockey elle joue en équipe réserve au softball, football et lacrosse. Lorsqu'elle est à l'université, parallèlement au hockey, Duggan passe un diplôme en Biologie.
Le 19 avril 2010, elle réalise le premier lancer lors de l'ouverture du match de baseball des Red Sox de Boston devant un stade complet de 37 609 personnes pour le Patriots' Day en présence de ses coéquipières.
Le 25 avril 2014, Duggan a l'honneur de lancer pour la seconde fois lors d'un match des Red Sox de Boston avec son équipe olympique de 2014.
En décembre 2015, il est annoncé que Duggan a signé un accord commercial avec Dunkin Donuts dans le cadre de leur sponsor financier de la nouvelle Ligue nationale féminine de hockey fondée en 2015 .
En septembre 2018, elle épouse l'ancienne joueuse et rivale de la sélection canadienne Gillian Apps ,.

## Statistiques

### En club
| Saison      | Équipe               | Ligue       |     | Saison régulière | Saison régulière | Saison régulière | Saison régulière | Saison régulière |   | Séries éliminatoires | Séries éliminatoires | Séries éliminatoires | Séries éliminatoires | Séries éliminatoires |
| Saison      | Équipe               | Ligue       | PJ  | B                | A                | Pts              | Pun              | PJ               | B | A                    | Pts                  | Pun                  |                      |                      |
| 2006-2007   | Badgers du Wisconsin | NCAA        | 39  | 26               | 26               | 52               | 34               |                  |   |                      |                      |                      |                      |                      |
| 2007-2008   | Badgers du Wisconsin | NCAA        | 38  | 20               | 23               | 43               | 38               |                  |   |                      |                      |                      |                      |                      |
| 2008-2009   | Badgers du Wisconsin | NCAA        | 41  | 20               | 33               | 56               | 44               |                  |   |                      |                      |                      |                      |                      |
| 2010-2011   | Badgers du Wisconsin | NCAA        | 41  | 39               | 48               | 87               | 30               |                  |   |                      |                      |                      |                      |                      |
| 2011-2012   | Blades de Boston     | LCHF        | 4   | 0                | 0                | 0                | 0                |                  |   |                      |                      |                      |                      |                      |
| 2012-2013   | Blades de Boston     | LCHF        | 14  | 5                | 8                | 13               | 24               | 4                | 0 | 2                    | 2                    | 4                    |                      |                      |
| 2013-2014   | Blades de Boston     | LCHF        | 1   | 0                | 0                | 0                | 0                |                  |   |                      |                      |                      |                      |                      |
| 2014-2015   | Blades de Boston     | LCHF        | 7   | 1                | 5                | 6                | 12               |                  |   |                      |                      |                      |                      |                      |
| 2015-2016   | Beauts de Buffalo    | LNHF        | 13  | 6                | 10               | 16               | 14               | 2                | 0 | 1                    | 1                    | 4                    |                      |                      |
| 2016-2017   | Pride de Boston      | LNHF        | 17  | 13               | 7                | 20               | 24               | 2                | 0 | 1                    | 1                    | 0                    |                      |                      |
| Totaux NCAA | Totaux NCAA          | Totaux NCAA | 159 | 108              | 130              | 238              | 146              |                  |   |                      |                      |                      |                      |                      |
| Totaux LCHF | Totaux LCHF          | Totaux LCHF | 26  | 6                | 13               | 19               | 36               | 4                | 0 | 2                    | 2                    | 4                    |                      |                      |
| Totaux LNHF | Totaux LNHF          | Totaux LNHF | 30  | 19               | 17               | 36               | 38               | 4                | 0 | 2                    | 2                    | 4                    |                      |                      |

### International
| Année | Équipe     | Compétition          |   | PJ | B | A | Pts | Pun               |  | Résultat |
| 2007  | États-Unis | Championnat du monde | 5 | 0  | 1 | 1 | 4   | Médaille d'argent |  |          |
| 2008  | États-Unis | Championnat du monde | 5 | 4  | 1 | 5 | 2   | Médaille d'or     |  |          |
| 2009  | États-Unis | Championnat du monde | 5 | 2  | 0 | 2 | 2   | Médaille d'or     |  |          |
| 2010  | États-Unis | Jeux Olympiques      | 5 | 4  | 0 | 4 | 2   | Médaille d'argent |  |          |
| 2011  | États-Unis | Championnat du monde | 5 | 4  | 3 | 7 | 2   | Médaille d'or     |  |          |
| 2013  | États-Unis | Championnat du monde | 5 | 0  | 1 | 1 | 4   | Médaille d'or     |  |          |
| 2014  | États-Unis | Jeux olympiques      | 5 | 1  | 1 | 2 | 2   | Médaille d'argent |  |          |
| 2015  | États-Unis | Championnat du monde | 4 | 1  | 2 | 3 | 0   | Médaille d'or     |  |          |
| 2016  | États-Unis | Championnat du monde | 5 | 1  | 0 | 1 | 2   | Médaille d'or     |  |          |
| 2017  | États-Unis | Championnat du monde | 5 | 0  | 0 | 0 | 0   | Médaille d'or     |  |          |
| 2018  | États-Unis | Jeux olympiques      | 5 | 0  | 2 | 2 | 0   | Médaille d'or     |  |          |

## Autres liens
- Profile Eliteprospects
- Profile Equipe Olympique